# Lucas Conrad Pfandzelt
Lucas Conrad Pfandzelt (russisch Лукас Конрад Пфанцельт; * 9. April 1716 in Ulm; † 11. Maijul. / 22. Mai 1786greg. in St. Petersburg) war ein deutscher Maler, Kopist, Restaurator, Sammler und Händler.

## Leben

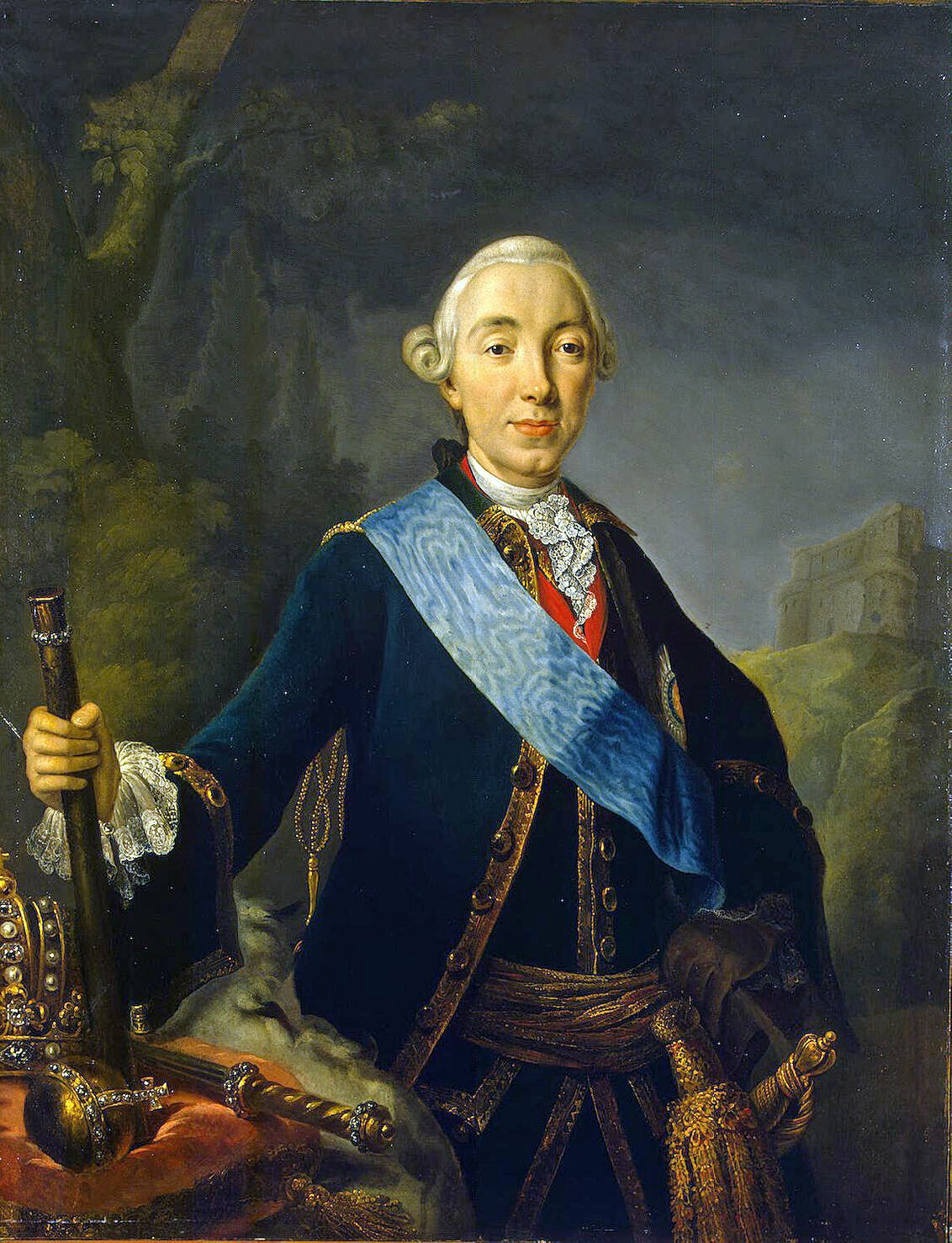
Zar Peter III. (Lucas Conrad Pfandzelt, 1761)

Pfandzelt, Sohn des Porträtisten Georg Friedrich Pfandzelt, lernte Malerei bei seinem Vater und war dann auf der Wanderschaft in Deutschland. 1741 wanderte er zusammen mit Georg Christoph Grooth auf Einladung des in russischen Diensten stehenden Generals Ulrich von Löwendal nach Reval aus. 1743 kam er mit Grooth nach St. Petersburg und wurde als Grooths Lehrling Restaurator der kaiserlichen Gemäldesammlungen. Nach Grooths Tod wurde er der erste professionelle Ölgemälde-Restaurator Russlands. Eines seiner bekanntesten Gemälde ist das Krönungsporträt Zar Peters III. 1764–1775 war er der Kurator der Kaiserlichen Eremitage-Bildergalerie und deren Restaurator.
Pfandzelt heiratete 1782 Anna Svenska, Tochter eines livländischen Propstes.